# UTC+06:30

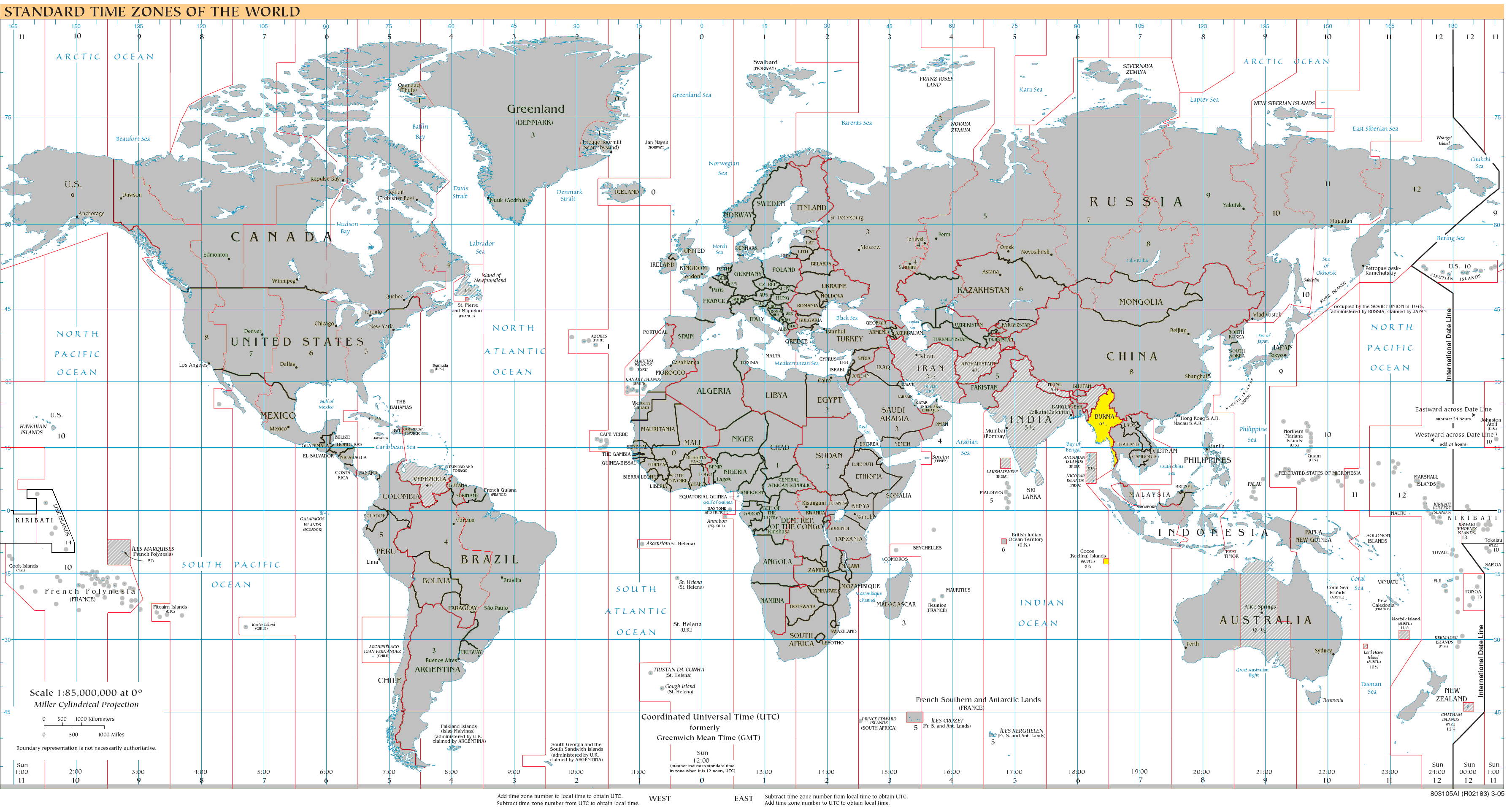
UTC+06:30:Blau (desembre), taronja (juny), groc (l'any sencer), blau clar (àrees marines)

UTC+06:30 és una zona horària d'UTC amb 6 hores i mitja de retard de l'UTC. El seu codi DTG és F+, F*  o F0.

## Zones horàries
- Myanmar Zeit (MMT)
- Cocos Islands Time (CCT)

## Franges

### Temps estàndard (l'any sencer)
- Austràlia
  - Illes Cocos
- Myanmar

## Geografia
UTC+06:30 és la zona horària nàutica que comprèn l'alta mar de 97,5° E de longitud.